# Sedm (film)
Sedm (v anglickém originále Seven) je americký thriller režiséra Davida Finchera z roku 1995, který byl nominován na Oscara. Příběh sleduje dva detektivy, kteří vyšetřují sérii rituálních vražd, inspirovaných sedmi smrtelnými hřichy. Scénář napsal Andrew Kevin Walker. Role detektivů ztvárnili Brad Pitt a Morgan Freeman.

## Příběh
Detektiv poručík Somerset (Morgan Freeman) má za týden odejít do důchodu. Poslední týden spolupracuje s detektivem seržantem Millsem (Brad Pitt), nezkušeným, ale odvážným detektivem, který sem byl právě přeložen. Mills je vznětlivý, temperamentní a často neovládá svůj hněv, zatímco Sommerset je uvážlivý starý profesionál.

### Obžerství
První případ, který spolu řeší, se týká extrémně obézního muže, který byl nalezen mrtvý s tváří v misce se špagetami. Kotníky a zápěstí má svázány ostnatým drátem a pod stolem stojí kbelík se zvratky. Patolog později zjistí, že muže někdo násilím donutil jíst ohromné množství jídla, pak ho kopl do boku, čímž mu protrhl žaludek a způsobil vnitřní krvácení. Jediná stopa, která by mohla odhalit vraha, je několik účtenek na jídlo, které ukazují, že vrah šel několikrát do obchodu.

### Lakota
Somerset vyjádří kapitánovi (R. Lee Ermey) své pochyby o tom, že Mills je připraven případ vyšetřovat, a následující den přebírá Mills nový případ, ohavnou vraždu prominentního právníka Eliho Goulda. Goulda někdo donutil vyříznout si libru svého vlastního masa, na podlaze je Gouldovou krví napsáno slovo „lakota“. Poté, co Somerset objeví na prvním místě činu za ledničkou tukem napsané slovo „obžerství“, začíná si myslet, že oba případy spolu souvisí, a řekne Millsovi a kapitánovi, že pravděpodobně mohou čekat pět dalších vražd podle zbývajících pěti smrtelných hříchů: chtíč, pýcha, lenost, hněv a závist.
Millsova manželka Tracy (Gwyneth Paltrow) pozve Somerseta do jejich nového domu na večeři. Po večeři začnou oba případy vyšetřovat spolu. Ptají se vdovy po Gouldovi, zda si na fotografiích místa činu nevšimne něčeho neobvyklého, ona si všimne, že obraz v kanceláři je vzhůru nohama. Za obrazem detektivové objeví na zdi otisky prstů a rukou, které tvoří text „Pomoc“. Otisky patří známému drogovému dealerovi, o kterém si ale Somerset myslí, že vrahem není.

### Lenost
Ukáže se, že Somerset měl pravdu. Muže jménem Victor najdou přivázaného k jeho posteli, živého, ale v hrozném mentálním a fyzickém stavu po roce bez pohybu. Nad postelí je výkaly napsané slovo „lenost“. Vrah zde zanechal hromadu fotografií a vzorky různých tělesných tekutin oběti, které ukazují, že se jim vrah vysmívá. Přijede fotograf, Mills se rozčílí a zaútočí na něj, ale muž stihne pořídit Millsovu fotku. V této době se Tracy tajně setká se Somersetem a řekne mu, že je těhotná. Ještě to neřekla svému muži, protože si není jistá, jestli si chce dítě nechat.
Vyšetřování nikam nevede, a tak Somerset ilegálně zaplatí kontaktu v FBI, aby vytiskl seznam jmen ve vládní databázi „označených“ knih, o které by se podle Somerseta vrah mohl zajímat. Podle seznamu přijdou na možného vraha, jmenuje se Jonathan Doe. Když navštíví Doeův byt, Doe přijde a na chodbě na ně začne střílet. Později Doe zvládne srazit Millse k zemi. Doe bezmocnému Millsovi přitiskne pistoli k hlavě. O několik sekund později se Doe rozhodne ho nezastřelit. Pak uteče pryč a Somerset přijíždí Millsovi na pomoc.

### Chtíč
Mills chce prohledat Doeův byt, to ale Somerset odmítá s námitkou, že potřebují důvod, aby tam vstoupili, protože Doeovu adresu našli nelegálně. Mills předstírá, že souhlasí, ale pak, když se Somerset chystá odejít, vykopne dveře. Rozhodnou se zaplatit bezdomovci, za vymyšlenou historku, že byt našli legálně. Detektivové prohledají Doeův byt a najdou noviny a fotky možných obětí, včetně fotografie prostitutky. Najdou i fotku Millse, kterou fotograf pořídil, ukazující, že Doe se objevil na místě činu s obětí lenosti.
Detektivové jsou brzy povolání na místo další oběti (prostitutka). Na dveře pokoje je vyryto slovo chtíč, uvnitř je tělo prostitutky, policie a muž v šoku, který křičí: „Sundejte ze mě tu věc!“. Na stanici muž, který se silně třese, říká, že vrah ho donutil přivázat na sebe kožený penis s ostřím na konci a pak znásilnit prostitutku a tím ji zmrzačit k smrti.

### Pýcha
Pátá oběť se objeví následující den po telefonním hovoru Johna Doea na policejní velitelství. Ve své posteli je nalezena mrtvá modelka. Doe jí ustřihl nos – pak jí nabídl možnost volby: žít s jejím znetvořením nebo spáchat sebevraždu. K jedné ruce jí přilepil prášky na spaní (kterými se mohla předávkovat) a k druhé ruce telefon (aby mohla zavolat pomoc). Tím, že si vybrala sebevraždu, souhlasila se hříchem pýcha, které je napsáno rtěnkou na záhlaví postele.
Mills a Somerset se vrátí na policejní velitelství, kde na ně v recepci zavolá muž, jehož ruce a košile jsou pokryty krví tří osob: jeho vlastní, od neustálého odřezávání si špiček prstů; modelky a ještě jedné neidentifikované oběti. Tento muž je brzy označen jako Doe (Kevin Spacey). Přes svého právníka (Richard Schiff) Doe nabízí, že se přizná ke všem vraždám, ale pod podmínkou, že ho detektivové doprovodí na místo, o kterém Doe říká, že tam jsou dvě další těla. Právní zástupce Doea hrozí, že odmítnutí nabídky povede k tomu, že Doea bude hájit jako nepříčetného. Mills se rozhodne pro plné přiznání.

### Závist
Když přijedou na místo určené Doeem, přijede dodávkový vůz. Somerset dodávku zastaví několik set metrů od Millse s Doeem a promluví s řidičem, který říká, že o ničem neví, má pouze doručit balíček. Krabice je adresovaná Millsovi, ale Somerset se rozhodne ji otevřít. Po otevření od krabice hrůzou odskočí a zakřičí na Millse, který se snaží ignorovat Doeovy poznámky, aby odhodil zbraň a nepřibližoval se ke krabici.
Zatímco Somerset běží zpět k Millsovi a Doeovi, Doe prozradí Millsovi, že potom, co Mills odešel do práce, navštívil Tracy a zkoušel „hrát manžela“. Nezávisle na bohatství, Doe záviděl plody běžného mužského života, a tedy je jeho hříchem závist. Doe vyzradí, že zabil Tracy, a pak přidá: „Vzal jsem si suvenýr … její pěknou hlavu“. Doe si pak dobírá Millse, když zjistí, že Mills nevěděl o Tracyině těhotenství.

### Hněv
Rozzuřený a zděšený Mills zvažuje zabití Doea. Somerset se ho pokouší zastavit tím, že Doe chce, aby ho zabil. Tím bude Doe potrestán za závist a Mills, který ho zabije, se stane ztělesněním hněvu a Doeovo dílo bude dokonáno. „Jestli ho zabiješ, vyhraje,“ říká Somerset. Nicméně rozrušený a emotivní Mills střelí Doea do hlavy a zbytek zásobníku vyprázdní do jeho těla.
V další scéně odváží Millse v policejním voze. Kapitán se ptá Somerseta: „Kam půjdeš?“ Somerset unaveně odpoví: „Budu poblíž,“, čímž naznačuje, že neodchází do dlouho očekávaného důchodu.
Úplně nakonec Somerset cituje Ernesta Hemingwaye: „Ernest Hemingway jednou řekl: Svět je krásné místo a stojí za to o něj bojovat. Souhlasím s druhou částí.“

## Obsazení
| Brad Pitt         | David Mills       |
| Morgan Freeman    | William Somerset  |
| Gwyneth Paltrow   | Tracy Mills       |
| Richard Roundtree | Martin Talbot     |
| R. Lee Ermey      | policejní kapitán |
| John C. McGinley  | California        |
| Kevin Spacey      | John Doe          |